# Voto solemne
Un voto solemne es un voto seguro ("una promesa deliberada y libre hecha a Dios sobre un bien posible y mejor") tomado por un individuo durante o después del noviciado en un instituto religioso católico. Es solemne en cuanto la Iglesia lo reconoce como tal.

## Distinción de los votos simples
Cualquier voto en la vida religiosa católica que no sea un voto solemne es un voto simple. Incluso un voto aceptado por un superior legítimo en nombre de la Iglesia (la definición de "voto público") es un voto simple si la Iglesia no lo ha reconocido como voto solemne. En el derecho canónico, un voto es público (referente directo a la Iglesia misma) sólo si un superior legítimo lo acepta en nombre de la Iglesia; todos los demás votos, por mucha publicidad que se les dé, se clasifican como votos privados (conciernen directamente solo a quienes los hacen). El voto hecho en la profesión como miembro de cualquier instituto religioso es un voto público, pero en los últimos siglos puede ser solemne o simple.
Existe desacuerdo entre los teólogos sobre si la distinción entre votos solemnes y simples se deriva simplemente de una decisión de la Iglesia de tratarlos de manera diferente o si, de acuerdo con la opinión de Tomás de Aquino, un voto solemne es, antes de cualquier decisión de la Iglesia, una consagración más estricta, perfecta y completa a Dios.
Santo Tomás de Aquino sostenía que los únicos votos que podían considerarse solemnes eran los que se hacían al recibir las sagradas órdenes como miembro de la Jerarquía católica, o por la profesión religiosa de la regla como miembro de una orden religiosa católica.
Como única excepción a esta dicotomía tradicional, los abades benedictinos podrían ser consagrados obispos por una autoridad apostólica análoga (como otro obispo, un arzobispo o el papa). Esta práctica fue contemplada por el derecho canónico desde la Edad Media, como lo atestigua la vida posterior de Pedro Cellensis. Desde el siglo XVIII, los consagrantes y el linaje episcopal se extendieron a los monjes-obispos benedictinos.
Santo Tomás de Aquino, en apoyo de su punto de vista, citó el hecho de que se consideraba que estos dos votos por sí solos invalidaban la celebración del matrimonio. Argumentó que un hombre que prometió, ya sea a un ser humano o a Dios (haciendo así un voto), casarse con cierta mujer estaba obligado por esa promesa o voto, pero si la rompía y se casaba con una mujer diferente, el matrimonio posterior se consideraba válido. Del mismo modo, si hizo un voto para ingresar a un instituto religioso en particular o convertirse en sacerdote, pero en cambio ingresó en un instituto diferente o decidió casarse, la profesión religiosa o el matrimonio, a pesar de ser una violación de su voto, todavía se consideraba válido. Sin embargo, una vez que había recibido las órdenes sagradas o hecho una profesión religiosa, cualquier matrimonio que contrajera se consideraba nulo y sin efecto.
Los votos solemnes se consideraban originalmente indisolubles. Ni siquiera el Papa podía prescindir de ellos. Si por causa justa un religioso era expulsado, el voto de celibato permanecía inalterado y, por lo tanto, invalidaba cualquier intento de matrimonio, el voto de obediencia obligaba en relación, generalmente, al obispo más que al superior religioso, y el voto de pobreza se modificaba para adaptarse a la nueva situación pero el religioso expulsado "no podía, por ejemplo, dejar ningún bien a otro; y los bienes que le correspondían revertían a su muerte a su instituto o a la Santa Sede".

## Votos en institutos religiosos
Originalmente, los votos emitidos por profesión en cualquiera de los institutos religiosos aprobados por la Santa Sede se clasificaban no sólo como públicos sino también como solemnes.  Así lo declaró el Papa Bonifacio VIII (1235 – 1303).
La situación cambió en el siglo XVI. En 1521, dos años después de que el V Concilio de Letrán prohibiera el establecimiento de nuevos institutos religiosos, el Papa León X instituyó una regla de votos simples para aquellos terciarios adscritos a los institutos existentes que se comprometieran a vivir en comunidad. En 1566 y 1568, el Papa Pío V rechazó esta clase de institutos, pero continuaron existiendo e incluso aumentaron en número. Después de ser al principio simplemente tolerados, luego obtuvieron la aprobación. Recién casi el último día del siglo XIX fueron reconocidos oficialmente como religiosos, cuando el Papa León XIII reconoció como religiosos a todos los hombres y mujeres que hacían votos simples en tales congregaciones.
Un caso especial aplicado a los jesuitas. En el siglo XVI, Ignacio de Loyola obtuvo la autorización para que los miembros de la Compañía de Jesús se dividieran en profesos de votos solemnes y coadjutores de votos simples prescindibles. No obstante, antes de las reformas del Papa León XIII en el siglo XIX, estos votos simples los constituían religiosos en el verdadero y propio sentido de la palabra, con los consiguientes privilegios y exenciones de los regulares, incluso siendo los votos un dirimento impedimento para el matrimonio, etc.  En teoría, el reconocimiento como religiosos por los votos simples tenía validez universal, pero en la práctica, la Curia Romana lo consideraba un privilegio exclusivo de la Compañía de Jesús.

## Códigos de Derecho Canónico sobre institutos religiosos
Sobre la base de la distinción entre votos solemnes y simples, el Código de Derecho Canónico de 1917 hizo varias otras distinciones en relación con los institutos religiosos, a los que definió como asociaciones legítimamente constituidas en virtud de las cuales los miembros hacen votos públicos, ya sean perpetuos o temporales, que deben renovarse periódicamente. Reservó el nombre de "orden religiosa" para los institutos en los que los votos eran solemnes y usó el término "congregación religiosa" para aquellos con votos simples. Los miembros de una orden religiosa masculina se llamaban "regulares", los pertenecientes a una congregación religiosa eran simplemente "religiosos", término que se aplicaba también a los regulares. Para las mujeres, las que tenían votos simples eran simplemente "hermanas", con el término "monja" reservado en el derecho canónico para aquellas que pertenecían a un instituto de votos solemnes, aunque en algunas localidades se les permitía tomar votos simples.
Sin embargo, el Código de 1917 abolió la distinción según la cual los votos solemnes, a diferencia de los votos simples, eran indisolubles. No reconoció votos religiosos totalmente indispensables y por lo tanto abrogó para la Iglesia latina la consagración especial que distinguía a las "órdenes" de las "congregaciones", manteniendo algunas distinciones jurídicas.
Una distinción jurídica que mantuvo el Código de 1917 fue la de declarar nulo todo intento de matrimonio por parte de religiosos de profesión solemne o de votos simples a los que la Santa Sede había atribuido el efecto de nulidad del matrimonio, al tiempo que afirmaba que ningún voto simple invalidaba el matrimonio, salvo en los casos en que la Santa Sede dispusiera lo contrario. Así, a los religiosos de profesión solemne se les prohibía absolutamente el matrimonio, y cualquier matrimonio que intentaran era inválido. Los que hacían votos simples estaban obligados a no casarse, pero si rompían su voto, el matrimonio se consideraba válido pero ilícito.
Otra diferencia era que el religioso profeso de votos solemnes perdía el derecho a la propiedad y la capacidad de adquirir bienes temporales para sí, pero el religioso profeso de votos simples, estando prohibido por el voto de pobreza usar y administrar los bienes, conservaba la propiedad y el derecho a adquirir más, a menos que las constituciones del instituto religioso establecieran expresamente lo contrario.
Estas fueron dos de las nueve consecuencias jurídicas (aparte de los efectos espirituales) de la diferencia entre votos solemnes y simples.
Después de la publicación del Código de 1917, muchos institutos de votos simples pidieron permiso a la Santa Sede para hacer votos solemnes. La Constitución Apostólica Sponsa Christi del 21 de noviembre de 1950 facilitó el acceso a ese permiso a las monjas (en sentido estricto), pero no a los institutos religiosos dedicados a la actividad apostólica. Muchos de estos institutos de mujeres pedían entonces sólo el voto solemne de pobreza. Hacia el final del Concilio Vaticano II, los superiores generales de los institutos clericales y los abades presidentes de las congregaciones monásticas fueron autorizados a permitir, por una causa justa, a sus súbditos de votos simples que hicieran una solicitud razonable para renunciar a sus bienes excepto por lo que sería necesario para su sustento si se fueran.
El Código de Derecho Canónico de 1983 mantiene la distinción entre votos solemnes y simples, pero ya no distingue entre sus efectos jurídicos. Por ejemplo, mientras que según el Código de 1917 los votos solemnes invalidaban un matrimonio posterior, pero los votos simples solo hacían que el matrimonio fuera ilícito, el Código de Derecho Canónico actual establece que "los obligados por un voto público perpetuo de castidad en un instituto religioso intentan casarse inválidamente".
La renuncia al derecho de propiedad es ahora materia de las constituciones del instituto religioso en cuestión y está asociada no a la solemnidad de los votos sino a su perpetuidad. El Código de 1983 establece:

Quien por la naturaleza del instituto deba renunciar íntegramente a sus bienes, haga esa renuncia antes de la profesión perpetua en forma válida, en cuanto sea posible, también en derecho civil; surtirá efecto desde el día de la profesión. Lo mismo debe hacer el religioso de votos perpetuos que quiera renunciar a sus bienes, ya sea en parte o en su totalidad, según la norma del derecho propio y con licencia del Moderador supremo. 

El religioso profeso que ha renunciado íntegramente a sus bienes por la naturaleza del instituto, pierde la capacidad de adquirir y poseer y, por tanto, invoca actos contrarios al voto de pobreza. Además, cuanto procede al profeso después de la renuncia, pertenece al instituto según la norma del derecho propio.